# NGC 6255
NGC 6255 је спирална галаксија у сазвежђу Херкул која се налази на NGC листи објеката дубоког неба.
Деклинација објекта је + 36° 30' 6" а ректасцензија 16h 54m 47,4s. Привидна величина (магнитуда) објекта NGC 6255 износи 12,8 а фотографска магнитуда 13,5. Налази се на удаљености од 24,543 милиона парсека од Сунца. NGC 6255 је још познат и под ознакама UGC 10606, MCG 6-37-14, CGCG 197-18, IRAS 16530+3634, KUG 1653+365, KARA 775, Z 1653.0+3635, PGC 59244.